# Neutralpunkt (Strömungslehre)
Der Neutralpunkt (NP), auch Profilneutralpunkt, oder das Aerodynamische Zentrum, ist der feste Punkt an einem Profil, für den das Drehmoment bei Erhöhung des Anstellwinkels näherungsweise konstant bleibt. Der Abstand des Druckpunktes zum Neutralpunkt verkürzt sich im selben Maß, wie die Auftriebskraft wächst.
Der Neutralpunkt liegt ungefähr auf der Profilsehne in 25 % der Profiltiefe.
Das Drehmoment {\displaystyle M} oder dessen Momentbeiwert {\displaystyle C_{m}} bezieht sich auf diesen Neutralpunkt des Flügelprofils. Der Momentbeiwert {\displaystyle C_{m25}} bezieht sich ganz genau auf den t/4-Punkt der Profilsehne.
Für Stabilitätsberechnungen ist das Konzept mit dem gleichbleibenden Drehmoment und der festen NP-Position am Flügel einfacher zu handhaben, als der Druckpunkt (DP) mit der Anstellwinkel abhängigen Position auf der Profilsehne. Der Momentbeiwert ist etwa proportional zur Profilwölbung und deren Rücklage (Cm = f * xf * -6).

## Definition

Neutralpunkt (N) und Druckpunkt (D), x_{N} ≈ t/4 und Δx_{D} = C_{m}·t / C_{a}

### Neutralpunkt
{\displaystyle {\partial c_{m} \over \partial c_{a}}=0}
{\displaystyle c_{a}} ist der Auftriebsbeiwert und {\displaystyle c_{m}} ist der Momentbeiwert

### Momentbeiwert
Manchmal wird der Momentbeiwert Cm25 eines Profils in einem Diagramm als „Kurve“ über dem Anstellwinkel oder über dem Auftriebsbeiwert gezeigt. Da jedoch die Änderung dieser Kurve im normalen Anstellwinkelbereich gering ist, wird bei Profilbeschreibungen oft nur der Mittelwert des Drehmomentes am Neutralpunkt Cm verwendet.
{\displaystyle c_{m}={\frac {\Delta x_{D}}{t}}\cdot c_{a}={\text{konstant}}}
{\displaystyle \Delta x_{D}=x_{D}-x_{N}}  Der Abstand DP – NP steht in relativem Verhältnis zur Profiltiefe (t=1). Der Momentbeiwert hat oft ein Vorzeichen. Minus bedeutet, dass die Profilnase nach unten gedrückt wird.
Der Abstand {\displaystyle x_{D}} des Druckpunkts vom Neutralpunkt in Abhängigkeit vom Anstellwinkel {\displaystyle \alpha } ist ungefähr:
{\displaystyle \Delta x_{D}(\alpha )\,=\,t{\frac {c_{m}}{c_{a}(\alpha )}}}
Für gewölbte Profile ohne S-Schlag ist der Momentbeiwert negativ. Damit liegt der Neutralpunkt bei diesen Profilen immer vor dem Druckpunkt. Das hat Auswirkungen auf die Nick-Stabilität: Im dynamischen Gleichgewicht fällt der Schwerpunkt eines Flugzeugs mit dem Druckpunkt zusammen. Wenn nun durch eine kleine Störung in der anströmenden Luft der Anstellwinkel ein wenig zunimmt, dann nimmt der Auftriebsbeiwert {\displaystyle C_{a}} des Tragflügels ebenfalls zu. Da diese Größe im Nenner des Bruchs steht, vermindert sich der Abstand des Druckpunktes zum Neutralpunkt. Der Druckpunkt wandert nach vorne. Da die Lage des Schwerpunkts sich nicht ändert, greift nun die Schwerkraft nicht mehr am Druckpunkt, sondern ein Stück hinter dem Druckpunkt an. Dies bewirkt ein aufrichtendes Drehmoment, das den Anstellwinkel weiter erhöht. Der weiter erhöhte Anstellwinkel führt zu einer entsprechend stärkeren Wanderung des Druckpunkts.
Durch diese positive Rückkopplung erreicht das Flugzeug schnell einen so hohen Anstellwinkel, dass die Strömung abreißt. Ein leicht gegenüber dem Gleichgewicht verminderter Anstellwinkel führt in ähnlicher Weise zu einem sich beschleunigt ins Negative ziehenden Anstellwinkel. Dieses Verhalten lässt sich zusammenfassen in die Aussage, dass ein gewölbtes Profil für sich alleinstehend instabil in Bezug auf den Anstellwinkel ist.

## Lage
Für ein Profil bei inkompressibler, reibungsfreier Strömung ergibt sich aus der Skeletttheorie ein konstanter Neutralpunkt bei 25 % der Profiltiefe (t/4), welcher unabhängig von der Profilform und -wölbung ist. Bei der Umströmung realer Profile verschiebt sich dieser nur geringfügig durch Einflüsse von Reynolds-Zahl und Mach-Zahl. Sie bleibt bei verändertem Anstellwinkel {\displaystyle \alpha } fast konstant. Bei den von Richard Eppler generierten Laminarprofilen liegt er bei ca. 26 %, bei Profilen für langsame Flugzeuge etwas weiter vorn (ca. 24 %). Im Überschallbereich liegt er für die ebene Platte bei 50 % Profiltiefe.
Neben dem Neutralpunkt von Profilen wird unterschieden:
- Der Neutralpunkt der Tragfläche (mean aerodynamic center, MAC).
- Der Neutralpunkt des gesamten Flugzeugs (Flügel, Rumpf, Leitwerk). Er kann grob aus den Neutralpunkten der einzelnen Bauteile und deren geometrischen Lage berechnet werden.

Der Neutralpunkt des Flugzeugs liegt bei konventionellen Konfigurationen hinter dem Neutralpunkt der Tragfläche. Im Folgenden wird der Neutralpunkt des Flugzeugs beschrieben.

## Längsstabilität
Längsstabilität ist die Stabilität des Flugzeugs um seine Querachse. Die entsprechende Bewegung wird „Nicken“ genannt.
Für ein stabiles Verhalten muss am Flugzeug bei einer kleinen Störung im Anstellwinkel um {\displaystyle \Delta \alpha } ein Rückstellmoment auftreten, welches versucht die Störung zu verkleinern. Zu diesem Rückstellmoment trägt zum einen eine tiefe Schwerpunktlage und zum anderen der Hebelarm zum Höhenleitwerk bei. Wichtig ist auch der Abstand Flugzeugschwerpunkt (SWP) zu Flugzeugneutralpunkt (NP).
- SWP vor NP. Der Zusatzauftrieb erzeugt in Bezug auf den SWP ein kopflastiges (rückdrehendes) Moment ⇒ stabiles Verhalten
- SWP im NP. Der Zusatzauftrieb erzeugt kein Moment, die Störung bleibt erhalten ⇒ indifferentes Verhalten (= neutrale Stabilität)
- SWP hinter NP. Der Zusatzauftrieb erzeugt in Bezug auf den SWP ein hecklastiges Moment ⇒ instabiles Verhalten

Bei einer Erhöhung des Anstellwinkels um {\displaystyle \Delta \alpha } erhöht sich der Auftrieb um {\displaystyle \Delta c_{a}}. Da das Nickmoment um den Neutralpunkt aber konstant bleiben muss, kann der zusätzliche Auftrieb nur im Neutralpunkt selbst angreifen. Liegt der Schwerpunkt vor dem Neutralpunkt führt dies zu einem rückstellenden Moment. In der Praxis hängt die Lage des Neutralpunktes ausschließlich vom Tragflächen- und Leitwerksgrundriss sowie der Anordnung dieser zwei Flächen zueinander ab.
Durch die Forderung nach stabilem Flug ergibt sich, dass der vorauseilende Flügel einen größeren Auftriebsbeiwert erzeugen muss als der nachfolgende. Die Verwendung von positiv gewölbten Tragflächen mit negativem Profilmoment erhöht diesen Unterschied weiter. Diese Betrachtung gilt sowohl für konventionelle Flugzeuge als auch für Entenkonfigurationen und für gepfeilte und ungepfeilte Nurflügler. Der vordere Flügel (oder Teil des Flügels) hat immer den höheren Anstellwinkel als hintere.
Ein Maß für die Längsstabilität ist   {\displaystyle {\frac {{\Delta }M}{{\Delta }{\alpha }}}}, das Rückstellmoment pro Nickwinkel. Ein weiteres, dimensionsloses Stabilitätsmaß ist der auf die mittlere aerodynamische Flügeltiefe bezogene Abstand des Schwerpunktes vor dem Neutralpunkt.

## Trimmgeschwindigkeit
Die Trimmgeschwindigkeit eines Fluggerätes wird in der Regel so eingestellt, dass der beste Gleitwinkel erreicht wird. Dies geschieht durch horizontales Positionieren des Schwerpunktes (SP) oder Einstellen des Höhenleitwerks (siehe Einstellwinkeldifferenz).
Die Geschwindigkeit eines gleitenden Flugzeugs steuern heißt, diese Trimmung oder diese Einstellung zu verändern. Dies wird durch mechanisches Verschieben des Schwerpunktes oder durch aerodynamisches Verschieben des Druckpunktes erreicht. Der Druckpunkt kann mit dem Höhenleitwerk oder – geringfügig – den hinteren Klappen am Tragflügel verschoben werden.
Bei motorgetriebenen Flugzeugen spielt die Lage und die Kraft des Antriebs eine wesentliche Rolle für die Stabilität und die Steuerung. Da jedoch alle Flugzeuge auch antriebslos mit entsprechend angepasster Trimmung stabil fliegen müssen, gilt obiges generell in der Luftfahrt.